# 이용익
이용익(李容翊, 1854년 1월 6일 ~ 1907년 2월)은 조선 말기, 대한제국의 정치인·관료·외교관이며 고려대학교의 전신인 보성전문학교의 설립자이다. 근왕주의 인사로서 황실의 금괴 주조 사업을 주관하기도 했으며, 대한제국 당시 대표적인 친러파 관료로서 이근택 등의 변절자와 달리 국권 침탈 이후에도 계속해서 일본 제국의 침략에 저항하였다.
민영익의 천거로 감역으로 발탁되어 임오군란 이후 고종과 왕비 민씨를 도운 이후 근왕 개화파의 지도자로 활동하다 친러파가 되었으며, 북청부사, 단천부사로 재직시 수탈행위로 북청 민란의 원인을 제공하기도 하였다. 이후 복권하여 대한제국 수립 이후 정부의 요직에 있으면서 황실재정을 확충하고 독립을 유지하기 위한 외교활동을 벌이는 등 황실 위주의 근대화 정책을 추진하였다.
본관은 전주(全州)이고, 환조의 아들인 완풍대군의 후손이다. 자는 공필(公弼), 호는 석현(石峴), 시호는 충숙(忠肅)이다. 초병덕(楚秉悳)의 문인이다. 함경도(함경북도) 출신.

## 생애

### 생애 초반
고산현감을 지낸 병효(秉斅)의 아들로 함경도 명천에서 출생하였다. 선대는 왕실과는 먼 방계로 그의 선조들은 대부분 무과 출신으로 양반신분에 속했지만 중앙정계의 문신관료에 비교하여 가세는 매우 한미하였다. 5세 때부터 14세 무렵 서당에서 공부했고, 15세 이후 성리학자인 초병덕의 문하에서 수학하였다. 그러나 가세가 너무 가난하여 과거 시험에 응시할 형편이 되지 않았고, 20세 때 그는 고향을 떠나 각지를 떠돌아다니며 보부상·물장수로 전전하다가 우연히 투자한 금광에서 많은 금맥을 발굴하여 부자가 되었다.

### 임오군란과 근왕파 관료 생활
1882년 임오군란 때 충주 장호원에 피신한 명성황후와 고종과의 연락을 재빨리 하였다. 이때 민영익의 천거로 감역으로 발탁되었다. 임오군란으로 위기를 넘긴 것을 높이 산 고종의 신임을 얻어 벼슬이 승진, 단천부사가 되었다.
1885년 북청부사, 1887년 영흥부사로 부임했다가 함경남도 병마절도사에 올랐다. 단천부사와 영흥부사로 재직 중 단천 및 영흥에서 사금을 채굴하여 이를 고종에게 진상, 왕의 신임을 크게 얻었다. 그러나 지방관 재직 중의 1888년 불법적인 수탈로 인해 북청 민란의 원인을 제공하였다. 그 해 민란이 일어나자 그는 함경남도 병마절도사에서 파면되고 지도(智島)로 유배되었다.
그러나 곧 석방되어 복직, 함경남도 병마절도사를 거쳐 강계부사로 임명되었다. 그 뒤 1894년까지 다시 함경남도 병마절도사를 역임하였다. 1896년 평안북도 관찰사로 부임했으나 민란이 일어나 다시 유배되었다. 1897년 3월, 이용익은 중추원 1등 의관에 임명되었다. 그러나 이용익은 6월 이윤용을 모함하여 사형에 처하게 하려 한 죄로 10년 유배형을 당했다.

### 대한제국 수립 이후
유배를 당한 1897년 11월, 이용익은 사면되었고, 관직으로 복귀하였다. 다시 중추원 1등 의관에 임용되었고, 1897년 11월 6일, 이용익은 탁지부 전환국장에 임명되었다. 이후 1898년 5월, 이용익은 철도사 감독(鐵道司監督)이 되었다. 이용익은 대한제국 수립 이후 세워진 독립협회와 크나큰 갈등을 빚었다. 독립협회는 이용익을 탄핵하려 하였으나, 실패하였다. 이후 1899년 이용익은 내장원 경에 임명되었다. 1900년 9월, 이용익은 경부협판에 임명되었고, 11월에는 탁지부협판이 되었다. 이후 참령에 임용되었다. 1901년 10월 이용익은 육군피복위원장이 되었다.
1901년 지계아문총재관(地契衙門總裁官)이 되어 각지의 지주들을 조사, 토지대장을 만들고 토지소유자에게 지계(토지 소유권 승인증서)를 발행하여 지계 등록 사업과 양전 사업을 주도하였다. 1902년 탁지부 대신으로 이준·민영환·이상재와 개혁당을 조직했으며, 친러파의 지도자로서 일본의 침투를 막기 위해 노력하였다.
1903년 러시아가 압록강 어귀에 있는 용암포의 조차권을 요구하였을 때에 그는 러시아를 한반도에 끌어들여 일본 제국을 견제하고자 정부에서 이를 승인하도록 적극적으로 활동하였다.
이후 내장원경이 시절엔 화폐를 남발하고 광산 채굴권·인삼·전매 등의 사업을 잘못 감독한 것에 대해 당시 반(反) 러시아 운동을 전개하던 독립협회로부터 비난을 받았다.
1903년 러일전쟁으로 치닫고 있을 때, 이용익은 친러파로서 그때에 막 여순에서 돌아와 일본의 침탈행위에 대해 일련의 공격을 시작하고 있었다. 친러파와 친일파와의 갈등 속에서 그는 친러파를 대표하는 입장에 서 있었다.
그는 금괴 주조 사업에도 참여했었는데, 후술하듯 이 행적은 민중들에게 좋지 않은 평가를 받았다. 이에 대해 당시 반(反) 러시아 운동을 전개하던 독립협회 회원이면서 이후에 친일파로 변절하는 윤치호는 가난한 백성들에게 고통을 주며 황실의 재정을 쌓는다며 비판을 가하기도 하였다.
1904년 러일전쟁이 일어나자 열강의 침략에 조국이 휘말릴 것을 우려한 이용익은 정부로 하여금 조선의 엄정 중립을 선언하도록 하였다. 이때 이용익이 주도한 선언이 '대한제국 중립선언'이다. 그 결과 전쟁 중 일제 천황의 직접 지시에 인해 일본으로 압송되어 온갖 회유정책을 받았으나 모두 거절하였다. 일본에 납치되어 있을 때, 일본의 개화문물을 접하고 다수의 도서와 인쇄기를 구입하여 귀국하였다.
1905년 5월 5일 고려대학교의 전신 보성전문학교를 세웠고, 이후 보성학교를 소학·중학·전문학교의 과정으로 체계화하며 교육사업에 힘썼다.

### 을사 늑약 이후
1905년 이용익은 을사늑약에 반대하다가 일본 헌병대에 연금당하기도 하였다. 1905년 11월 을사늑약의 체결 이후 국권이 박탈되자 이용익은 고종의 지시를 받고 '육군부장(陸軍副長)'이라는 직명으로 고종의 밀서를 가지고 타국의 원조를 요청하기 위해, 프랑스로 향하던 중 6월에 중국 산둥성옌타이항[山東省煙臺港]에서 일본 관헌에게 발각되었다. 이 때 밀령의 책임을 일제로부터 추궁 받을까 염려한 조선 정부에 의해 일체의 모든 공직에서 파면되었다. 그에게 내려진 징계는 모두 1907년 1월 특별히 사면되었다. 그 뒤 해외를 유랑하며 계속해서 일제의 침탈에 빠진 조국의 구국운동을 전개하다가 뜻을 이루지 못하고 1907년 러시아 블라디보스토크에서 객사하였다. 일설에는 페테르부르크에서 김현토에 의해 암살당했다고 한다. 사망 시에 고종에게 유소(遺疏)를 남겼는데, 그 유소에서 이용익은 ‘광건학교(廣建學敎), 인재교육(人材敎育), 국권회복(國權回復)’ 등을 강조하였다.

### 사후
그의 부음 소식이 국내에 전해지면서 일본의 영향력을 내심 경계하던 황실에 의해 '충숙(忠肅)'의 시호가 내려졌다. 사후 그는 일본의 세력이 강대해지면서 애국자의 전형으로 추모되었으나, 일각에서는 친러파라는 점과 부패 문제 등에 대한 비판도 있었다.

## 평가
친일파와 시종일관 대립한 점 때문에, 일제강점기 동안 애국자로 널리 평가되었다. 1982년 9월에는 문화방송에서 총 26부작으로 그의 일대기를 다룬 월화드라마 이용익이 방영되기도 했다. 이 작품에서 그는 특이한 출세의 길, 검소한 생활, 교육기관의 설립 등 윤리적으로 건정하게 부를 축적했으며 개인의 이익보다는 국가의 이익을 추구했던 인물로 그려진다.
당시의 명문 세족은 아니었으나 어렸을 적부터 서당에서 유교 교양을 갖춰 강직한 성품이었고, 청렴하고 이재에 밝은 정치가로 식견이 탁월하여 고종의 신임을 받았다고 한다.
친러파로서의 이용익을 비판하는 시각과 부패 행위에 대한 의혹도 존재했다. 다만 의혹이라 부르기 어려운 북청, 단천부사 재직시의 사실을 제외하면 부패 행위 의혹에 대한 구체적인 근거는 아직까지 밝혀진 바는 없다.
구한말의 개화파 정치인이면서 반(反) 러시아 운동을 전개했던 친일반민족행위자 윤치호는 그를 이지용, 민영철 등과 같은 '악당'이라고 비난했다. 윤치호는 친일파로서 친러파에 부정적인 시각을 갖고 있었는데, 윤치호는 친러파였던 그를 러일전쟁의 직접적인 원인을 제공한 인물의 한 사람으로 지목하여 비판하였다. 또 황실의 재정을 쌓는 목적으로 금괴 주조 사업을 벌인 것에 대해, 윤치호는 가난한 백성들에게 고통을 주는 행위라며 비판하기도 하였다.
1963년 8월 국민훈장 모란장이 추서되었다. 학계 사이에는 그의 공에 비해 훈장의 지위가 부족하다는 평가도 존재한다. 군사정권 시기 친일반민족행위자 청산에 소극적이면서 반공주의 노선을 채택한 것 때문에, 일제 견제를 위해 친러파의 입장이었던 이용익의 평가가 제대로 이루어지지 않았다는 것이 해당 입장의 논지이다. 때문에 그의 업적을 재평가하여 그의 손자이자 독립운동가인 이종호처럼 건국훈장이 추서되어야 한다는 이야기가 있다.

## 가족
- 증조부: 이수춘[23]
- 할아버지: 이광집(李光集, 다른 이름은 이광휘(李光輝), 1783-1854)
- 아버지: 이병효(李秉斅, 1817-1875, 字는 학신(學新))
  - 형 :
    - 조카 : 이윤재(李允在, 1860년 ~ ?년)
- 아들:
  - 손자: 이종호(李鍾浩, 1885년 ~ 1932년)

## 기타
친러파였던 그는 후일 이동휘로 하여금 러시아에 우호적인 입장을 갖도록 영향을 주었다.
그의 손자이자 독립운동가인 이종호는 그를 이어 보성학교의 2대 교주가 된다.

## 같이 보기
| - 개화당 - 임오군란 - 독립협회 - 보성학교 - 조병갑 - 동학 농민 운동 - 을사 보호 조약 - 손병희 - 김성수 - 김옥균 - 서재필 - 안경수 - 윤치호 - 윤웅렬 - 윤치오 - 이상재 | - 북청민란 - 을미사변 - 갑오개혁 - 러일전쟁 - 김홍집 - 민영익 - 민영환 - 박정양 - 오경석 - 유대치 - 이동녕 - 이동휘 - 안창호 - 양기탁 - 유길준 - 홍영식 | - 갑신정변 - 을미개혁 - 중앙학회 - 우정국 - 서광범 - 양기탁 - 윤치호 - 이승만 - 김규식 - 박영효 - 박정양 - 이완용 - 친러파 - 친일파 |

## 참고 자료
- 정영진의 대구 이야기-(2)반일 관찰사 이용익 보관됨 2016-03-05 - 웨이백 머신
- 이용익은 과연 항일 독립투사인가